# Фольксгартен (Відень)
Фольксгартен — це громадський парк на Рінгштрассе в 1-му, центральному районі Відня.

## Історія

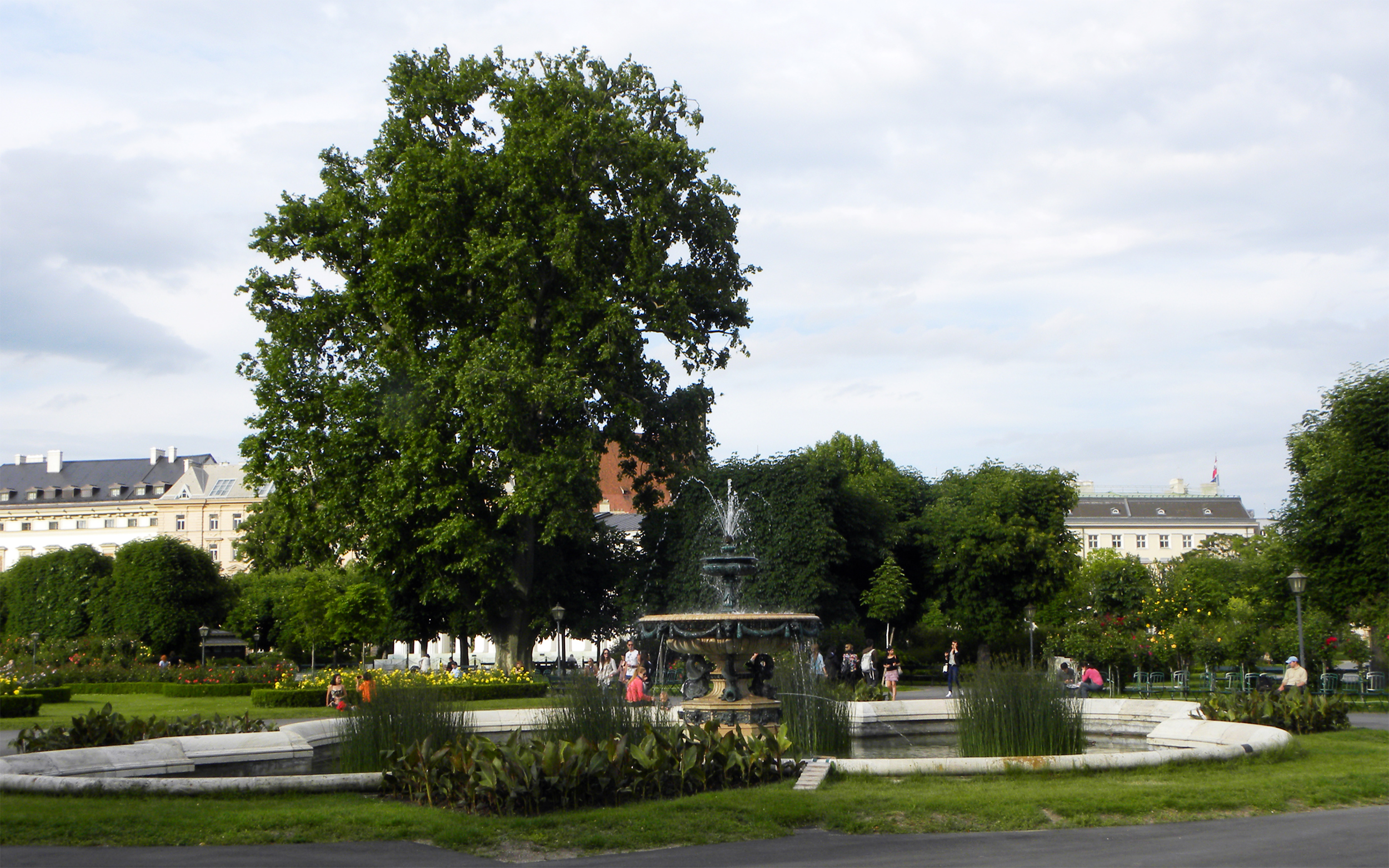
Центральна частина Фольксгартена з фонтаном

Фольксгартен розташований на місцині, яку раніше займала фортеця. У 1596—1597 роках була побудована стіна фортеці на східній стороні нинішнього парку. У 1639 році на південній стороні були додатково зведені фортифікаційні споруди. У 1809 році укріплення були підірвані військами Наполеона і пізніше розібрані.
У 1817—1821 роках тут було створено парк, який спочатку призначався для приватного користування династією ерцгерцогів, але адміністрація саду запропонувала перетворити його на перший у місті громадський парк, і 1 березня 1823 року він був відкритий для публіки. З 1825 року вживається назва Фольксгартен (Народний Сад). Людвіг фон Ремі розробив концепцію саду, озелененням займався придворний садівник Франц Антуан Старший.
Близько 1860 року був засипаний рів із системи міських укріплень. Парк був розширений Францом Антуаном Молодшим до сьогоденної Рінгштрассе.
У 1883—1884 роках Фольксгартен був розширений, реконструкцію знову провів Франц Антуан Молодший, на цей раз з іншого боку. Ця частина комплексу була перероблена Фрідріхом Оманом у 1903—1907 роках.
З 2001 року Фольксгартен входить до переліку об'єктів світової спадщини ЮНЕСКО як складова частина Віденського історичного центру.

## Садова ділянка

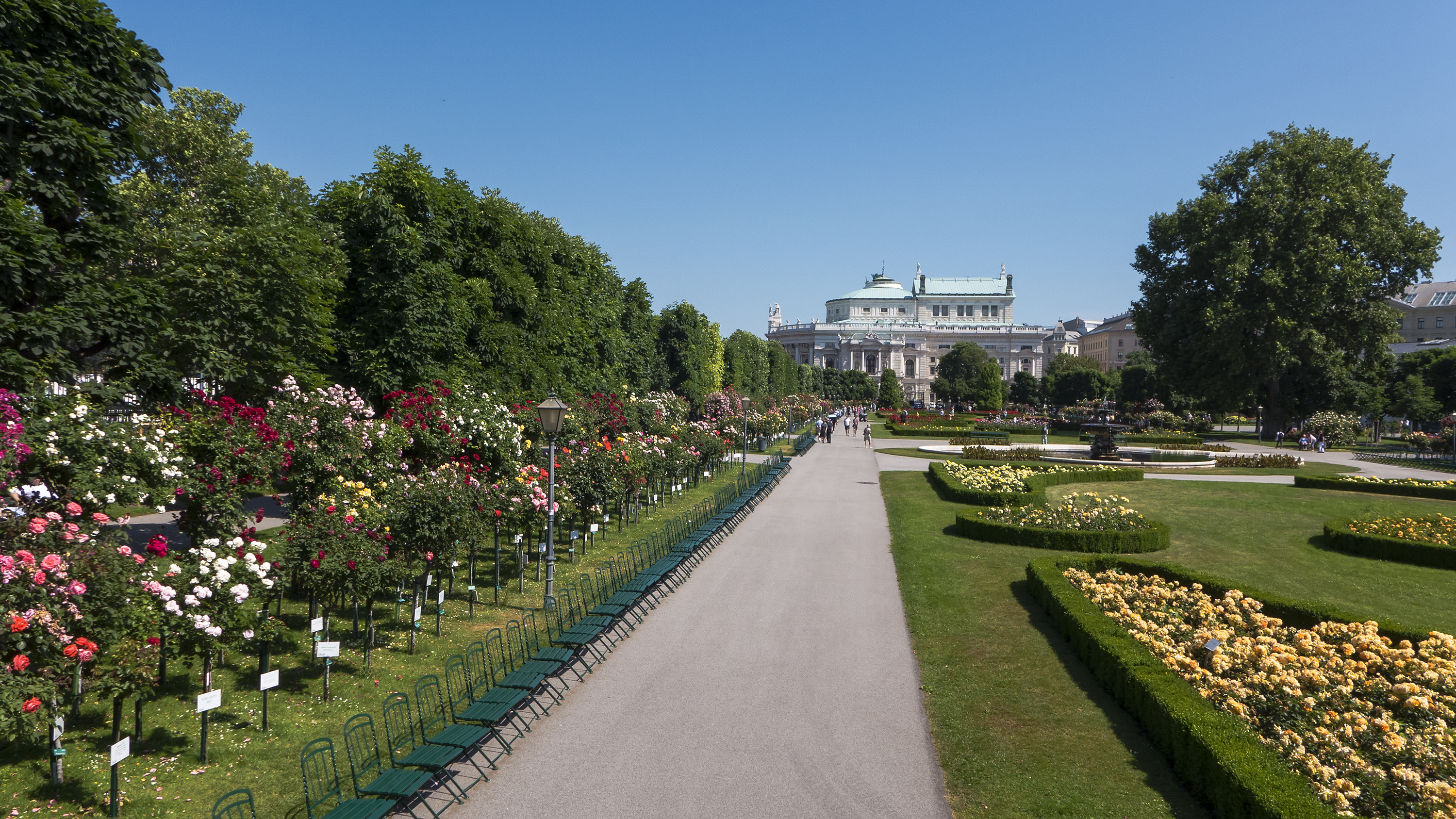
Французький бароковий розарій з фонтаном Фольксгартен, платаном та Бурґтеатром на задньому плані.

### Садова архітектура
Фольксгартен розпланований у вигляді англійського парку з алеями. Паралельно Рінгштрассе влаштований французький бароковий сад-розарій.

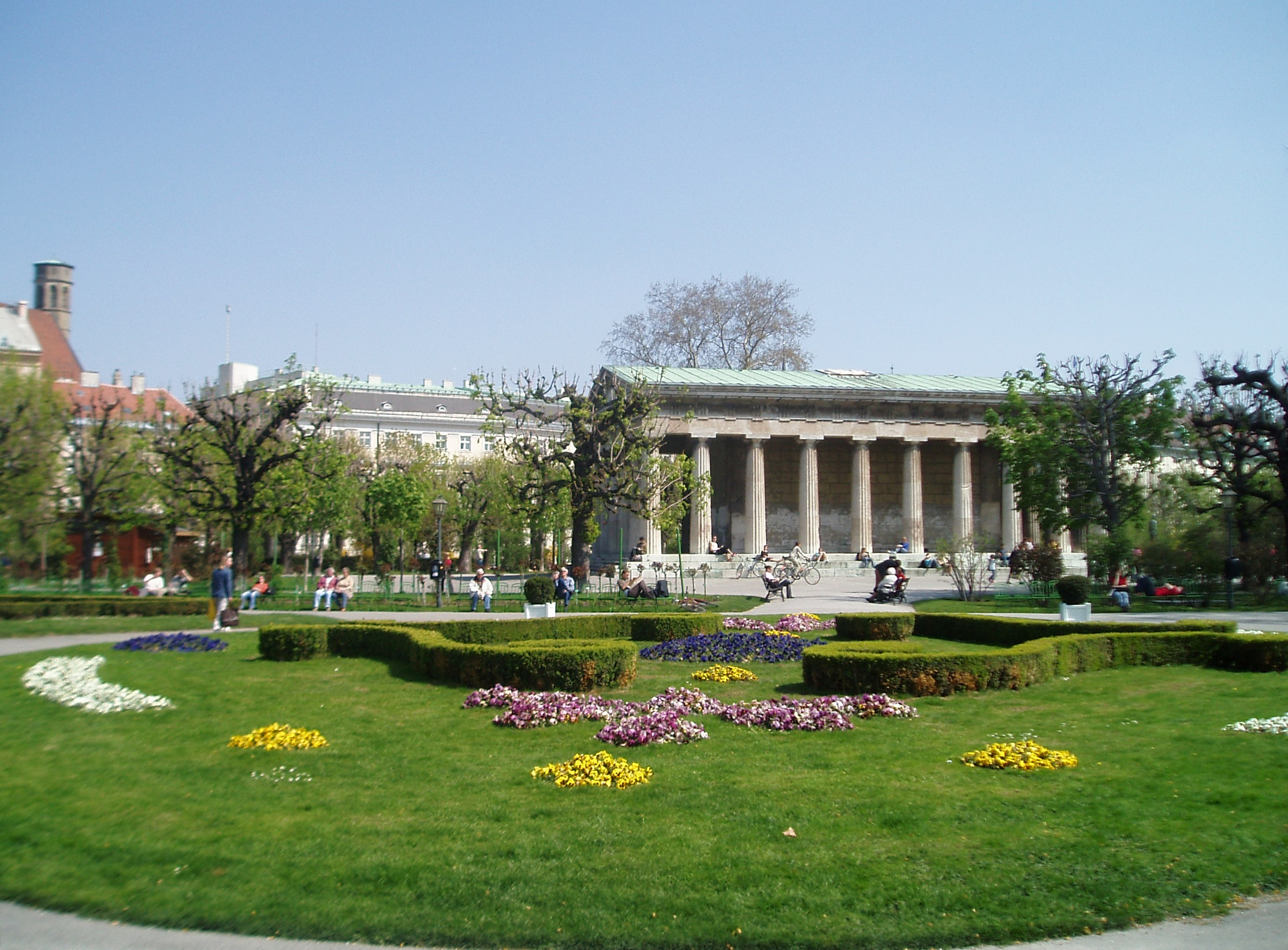
Англійський сад і храм Тесея
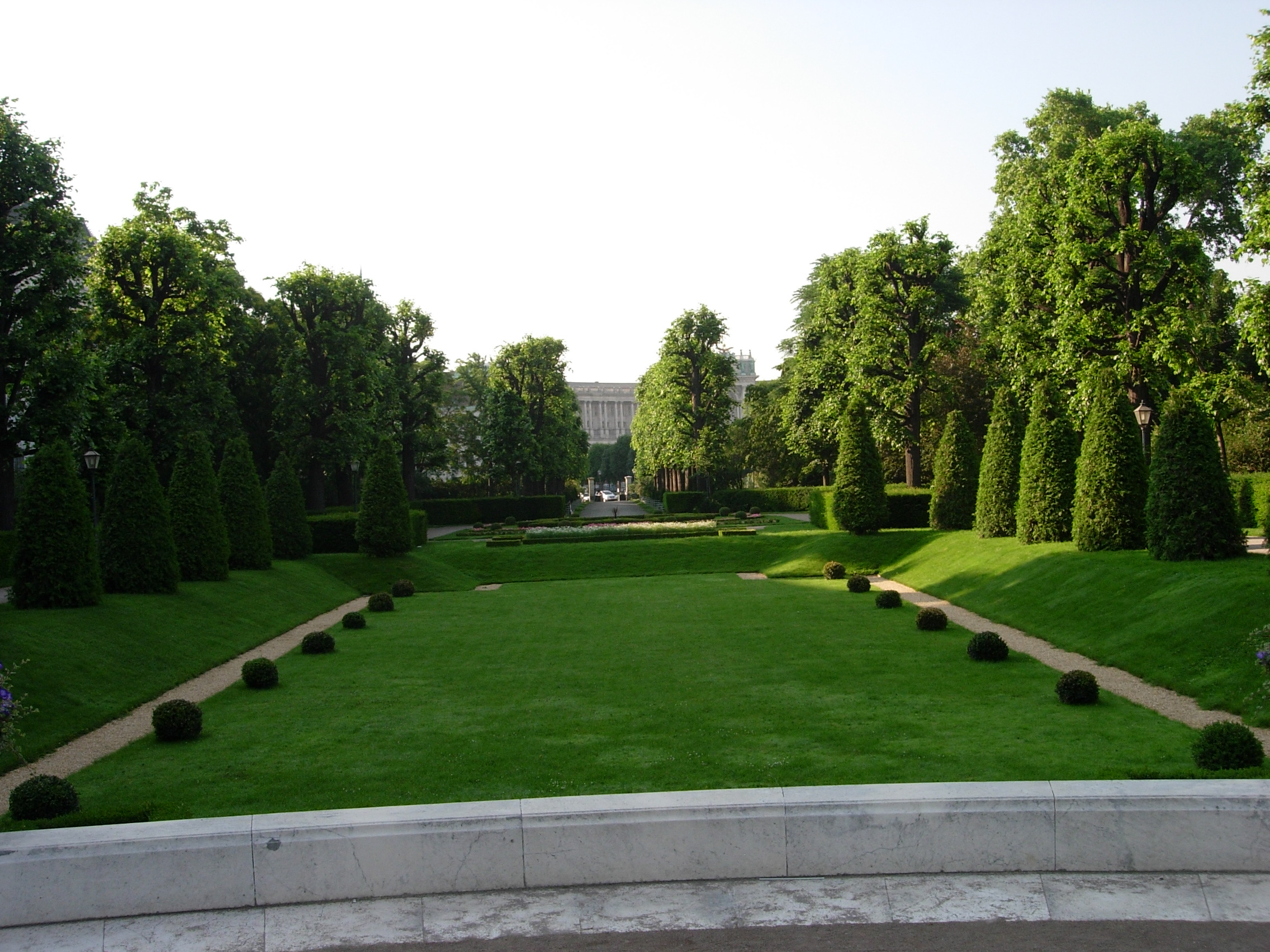
Частина комплексу перед пам'ятником імператриці Єлизаветі
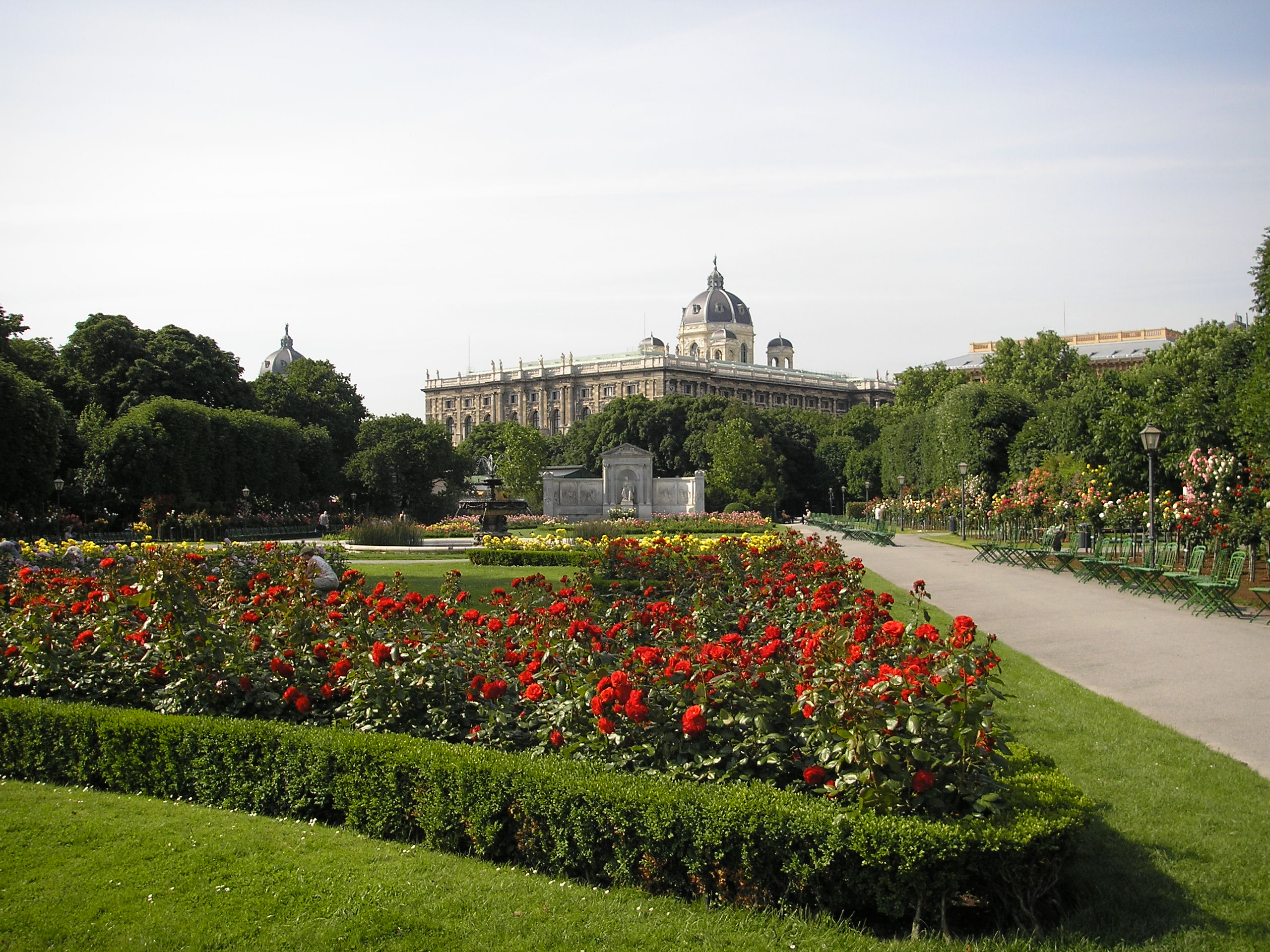
Французький сад поруч із Рінгштрассе
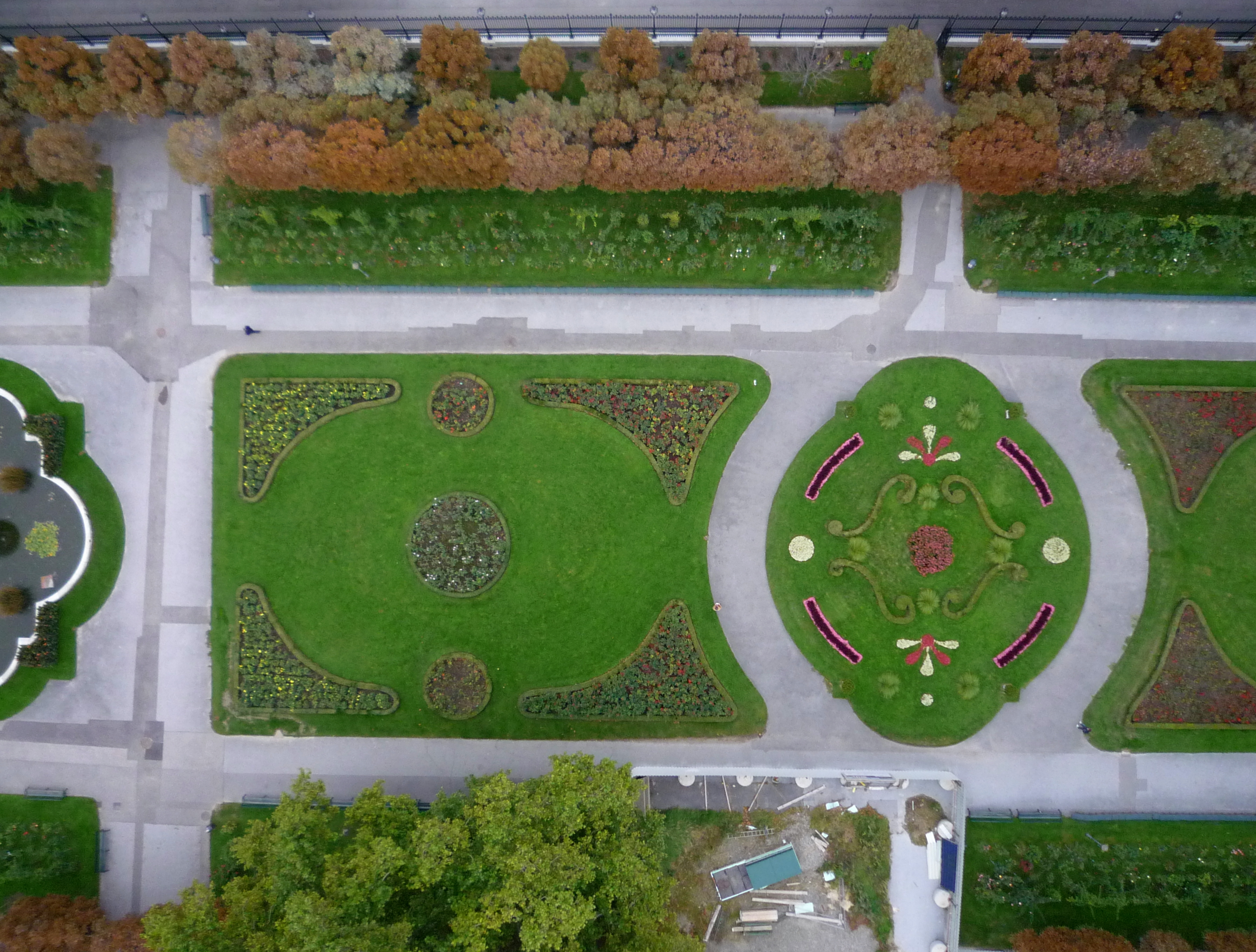
Деталь саду в стилі бароко (вид згори)

### Дерева
Платан східний у центрі саду — унікальне дерево. Його висота і діаметр крони сягають 20 м, а окружність стовбуру 3,6 м.

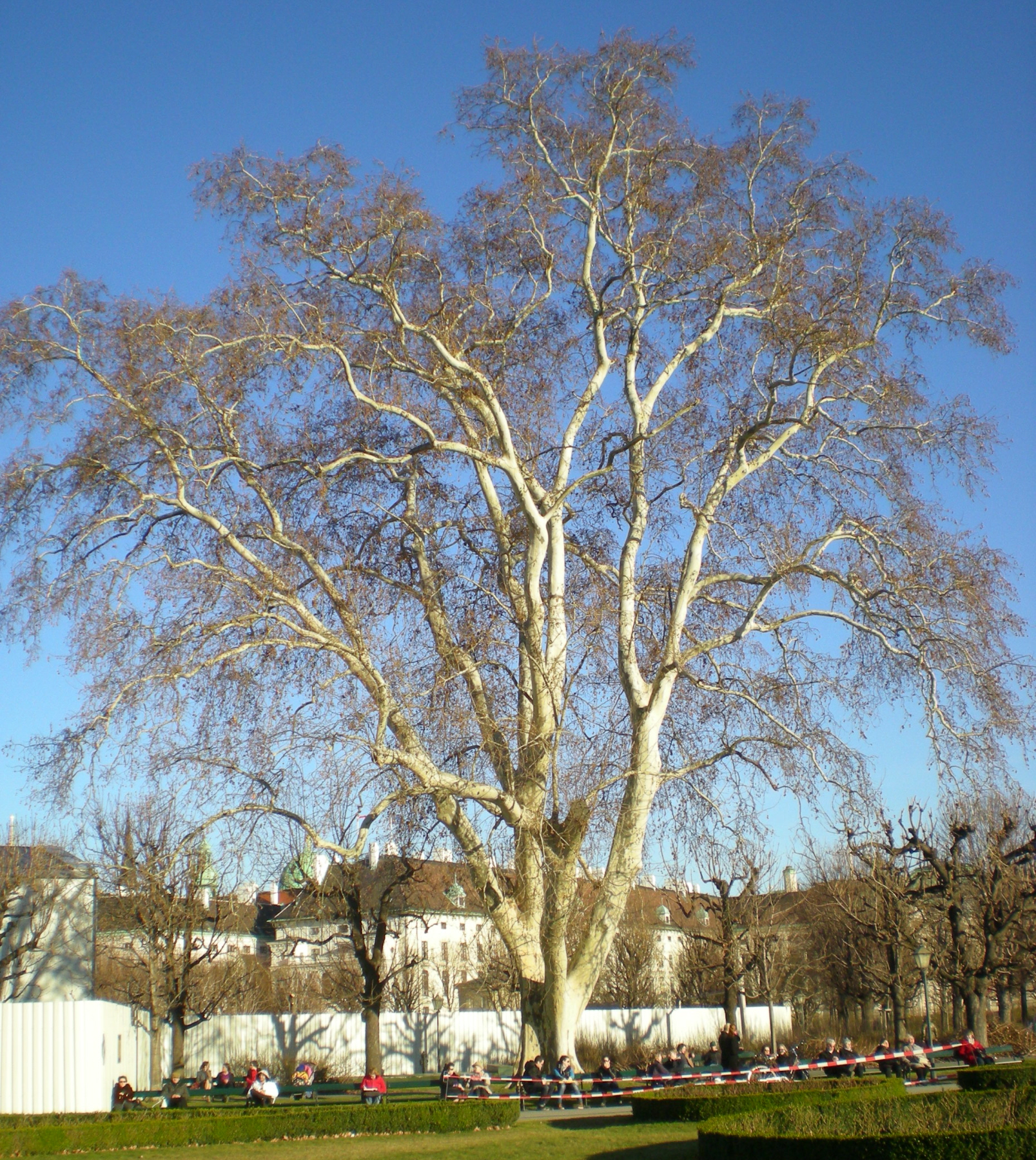
Східний платан узимку
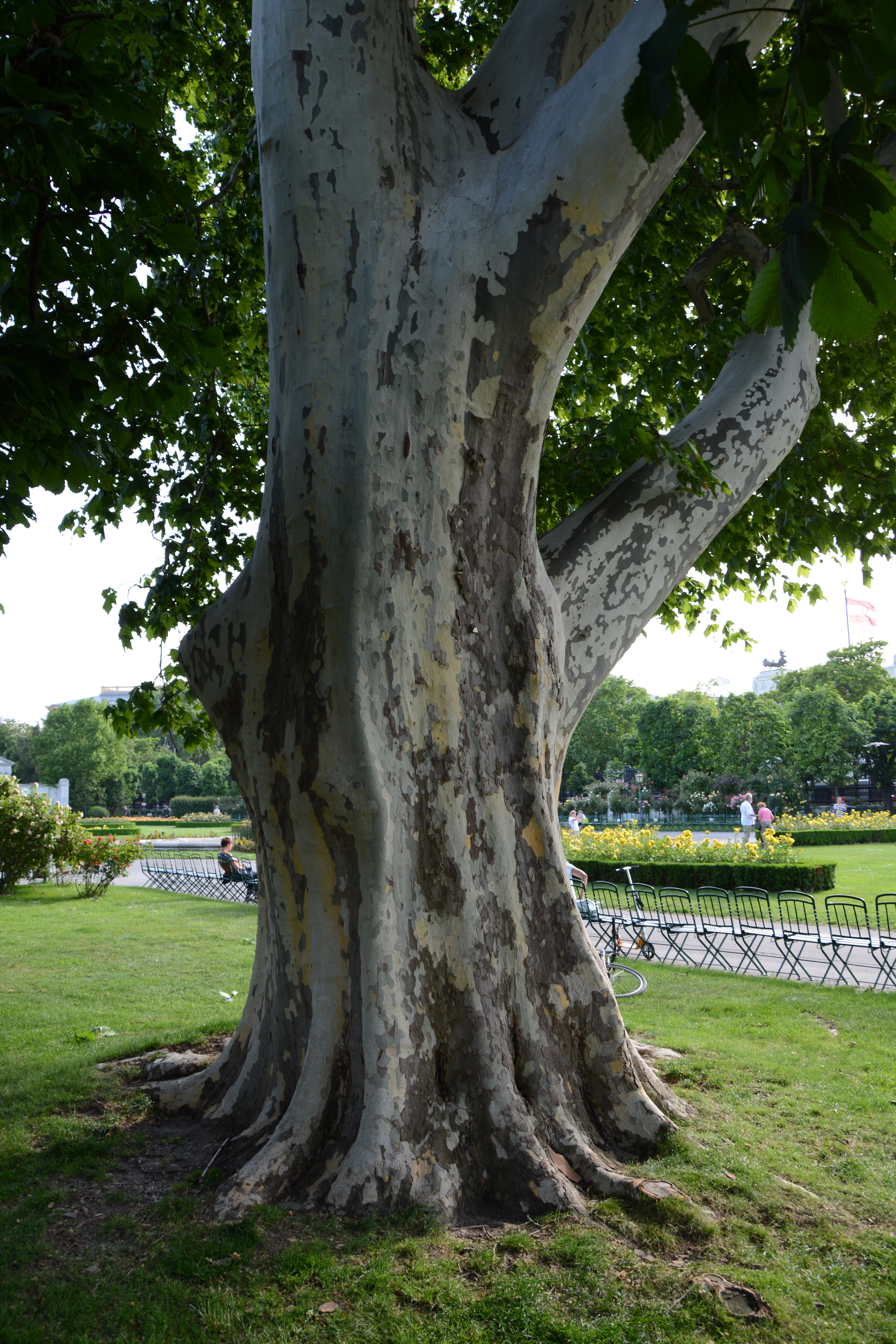
Стовбур платану

### Троянди і квіткові композиції
Між входом у Бурґтеатр та пам'ятником Францу Ґрільпарцеру розміщений розарій, в якому висаджено понад 3000 кущів троянд понад 200 різновидів. Посеред розарію розташовані групи троянд, обрамлені живоплотами із самшиту вічнозеленого.

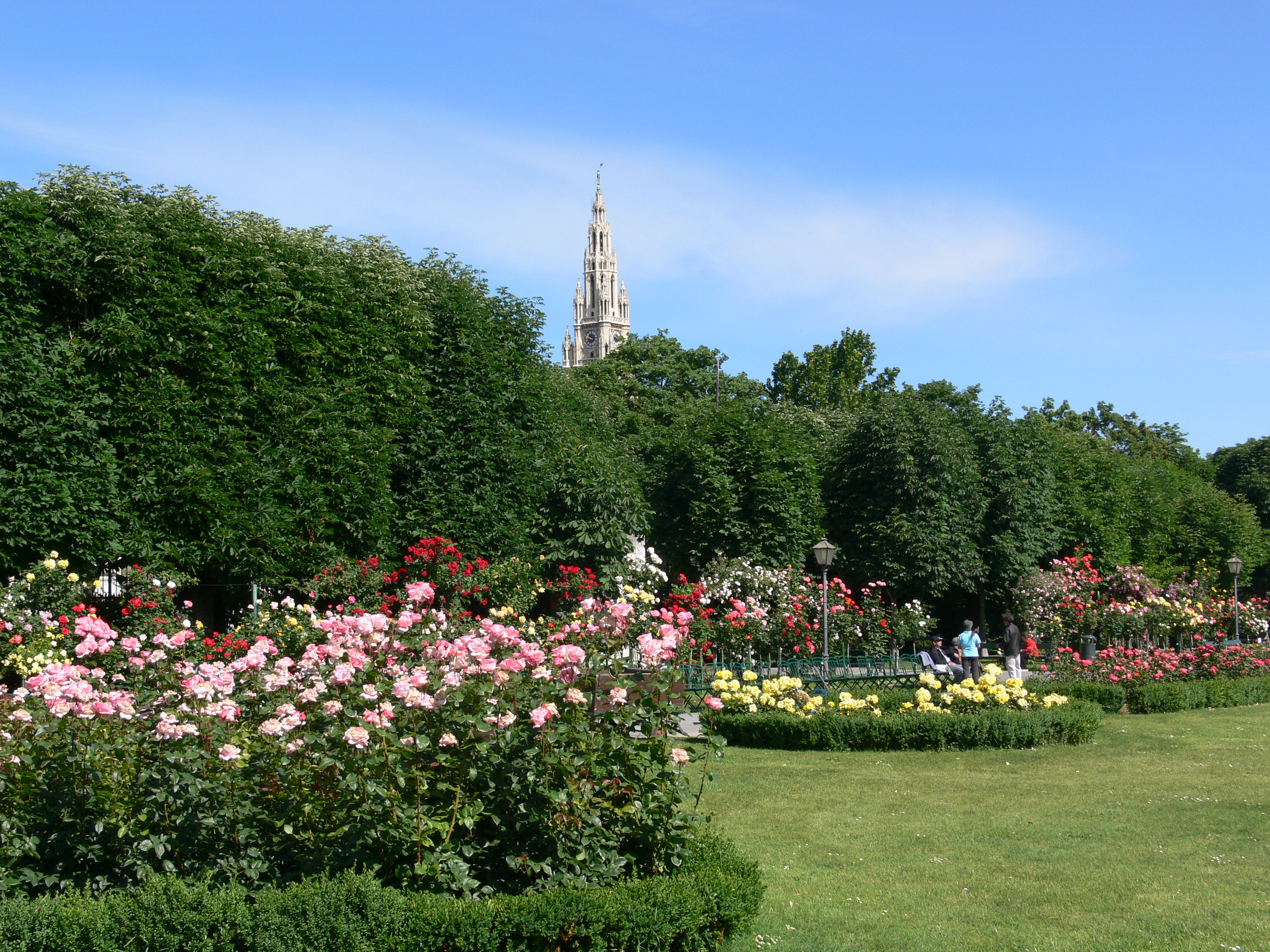
Масове цвітіння троянд
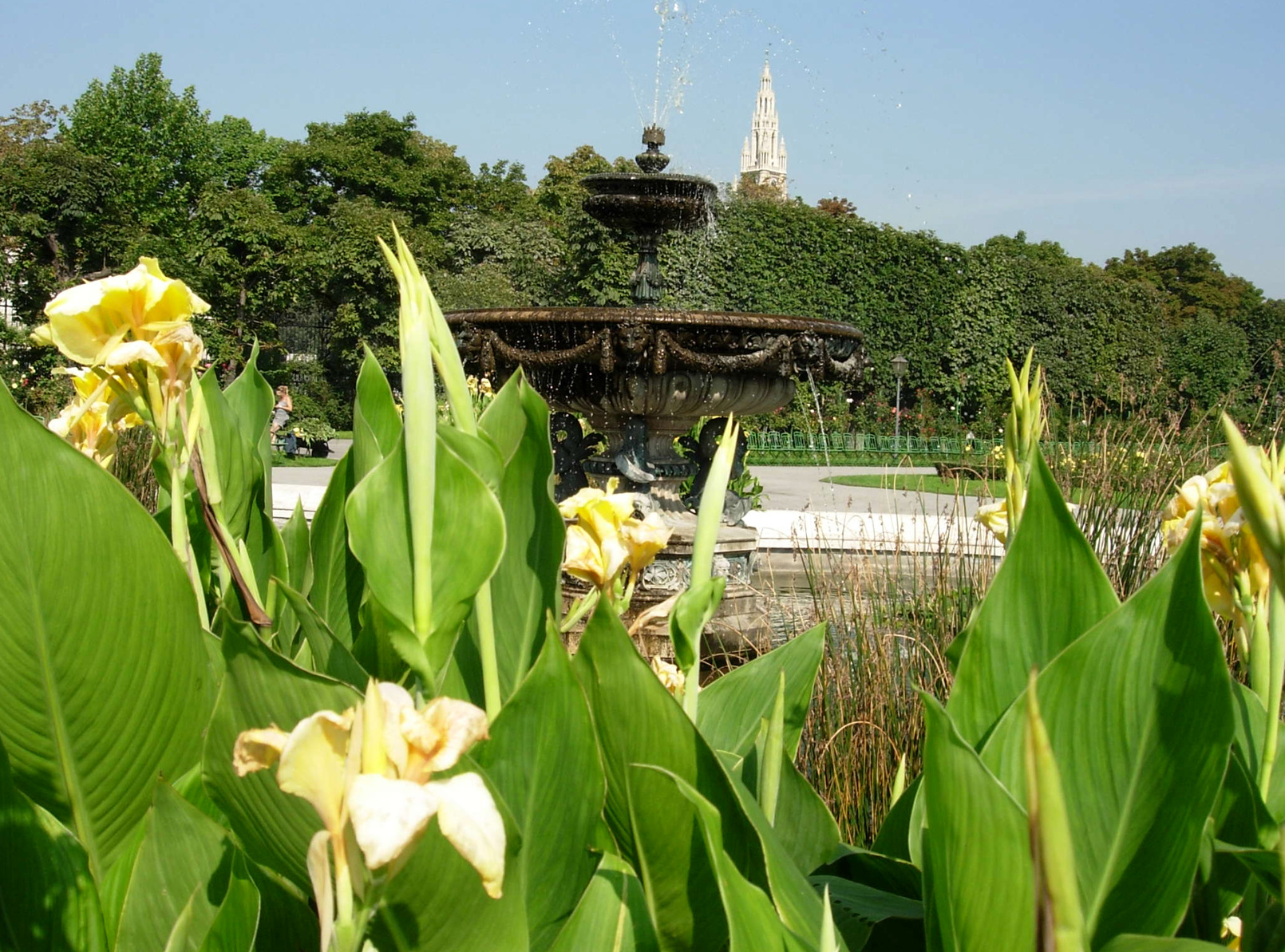
Вид на фонтан Фольксгартен
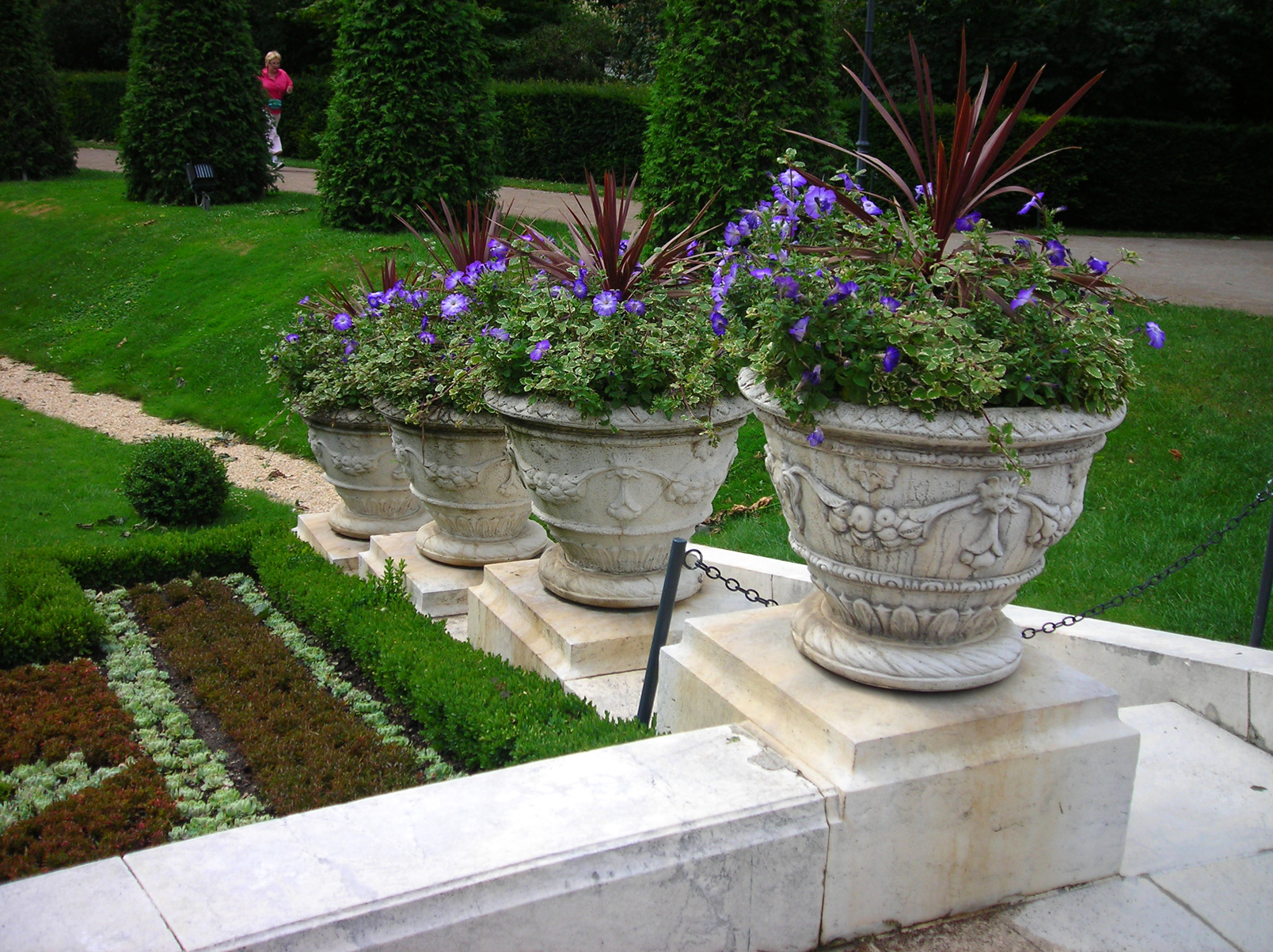
Вази та квітник біля пам'ятника імператриці Єлизаветі

## Будівництво

### Будівлі
- Храм Тесея був побудований П'єтро Нобіле у 1819—1823 роках. Ця зменшена копія афінського Тесейона була використана для зберігання скульптури Тесея, створеної Антоніо Кановою. Канова також брав участь у будівництві храму. Саму скульптуру було передано до Музею історії мистецтв у 1890 році.

- Кафе Корті також було побудоване П'єтро Нобіле у 1820—1823 роках. Тут виступали Йоганн Штраус (батько) та Йозеф Ланнер. 10 березня 1867 року Йоганн Штраус (син) уперше виконав тут «Дунайський вальс» в його інструментальній версії, в основному відомій нині.

- Молочний павільйон побудований у 1951 році Освальдом Гардтлом.

- Кафе-молочна. Спочатку ця будівля була споруджена як резервуар для води у 1890 році та перетворена на зал для пиття молока у 1924 році.

- Громадський туалет був побудований у 1884 році за храмом Тесея і є однією із найстаріших споруд цього типу у Відні[4].

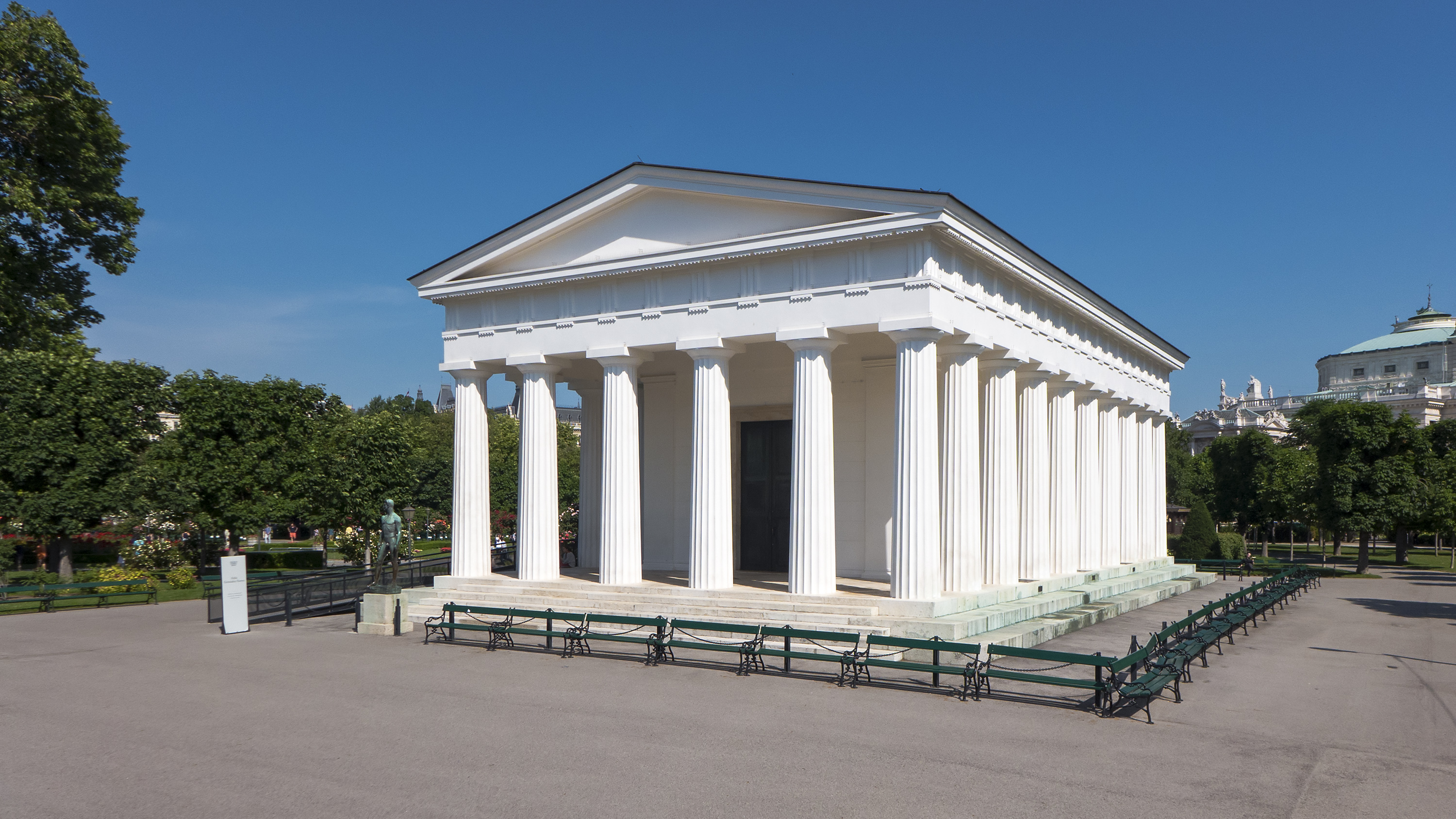
Храм Тесея, 1823 рік
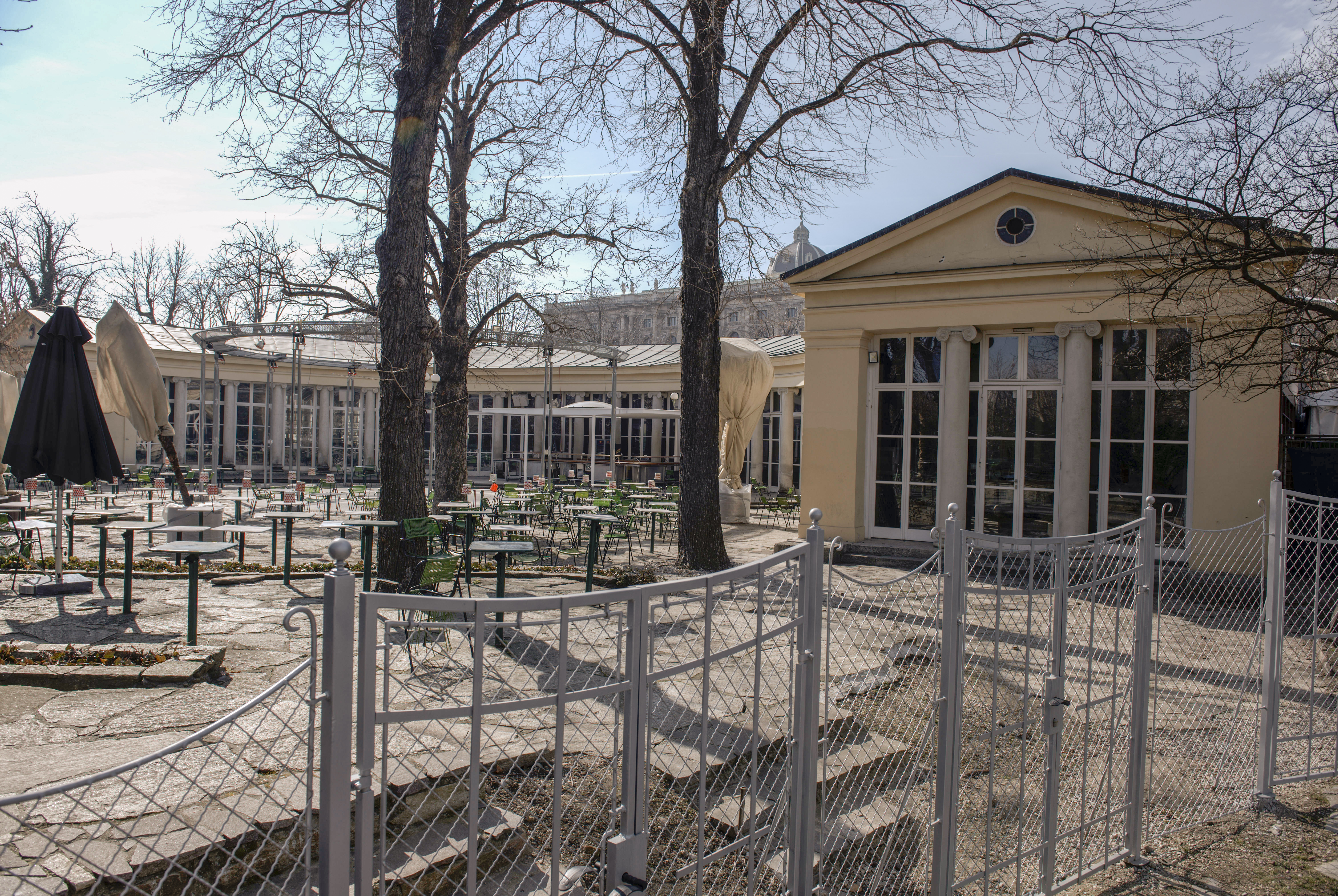
Кафе Корті, 1823
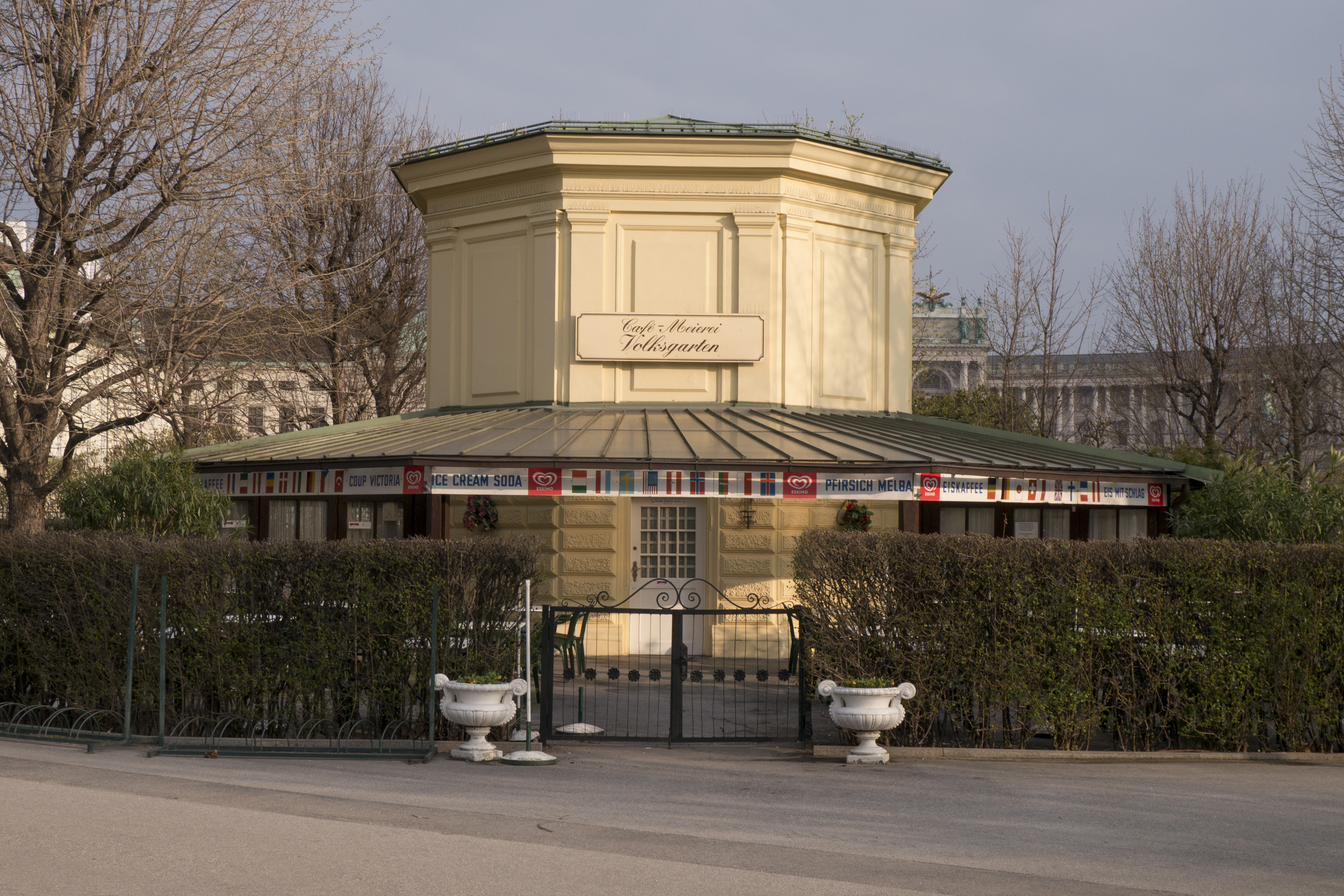
Кафе-молочна, 1890 рік
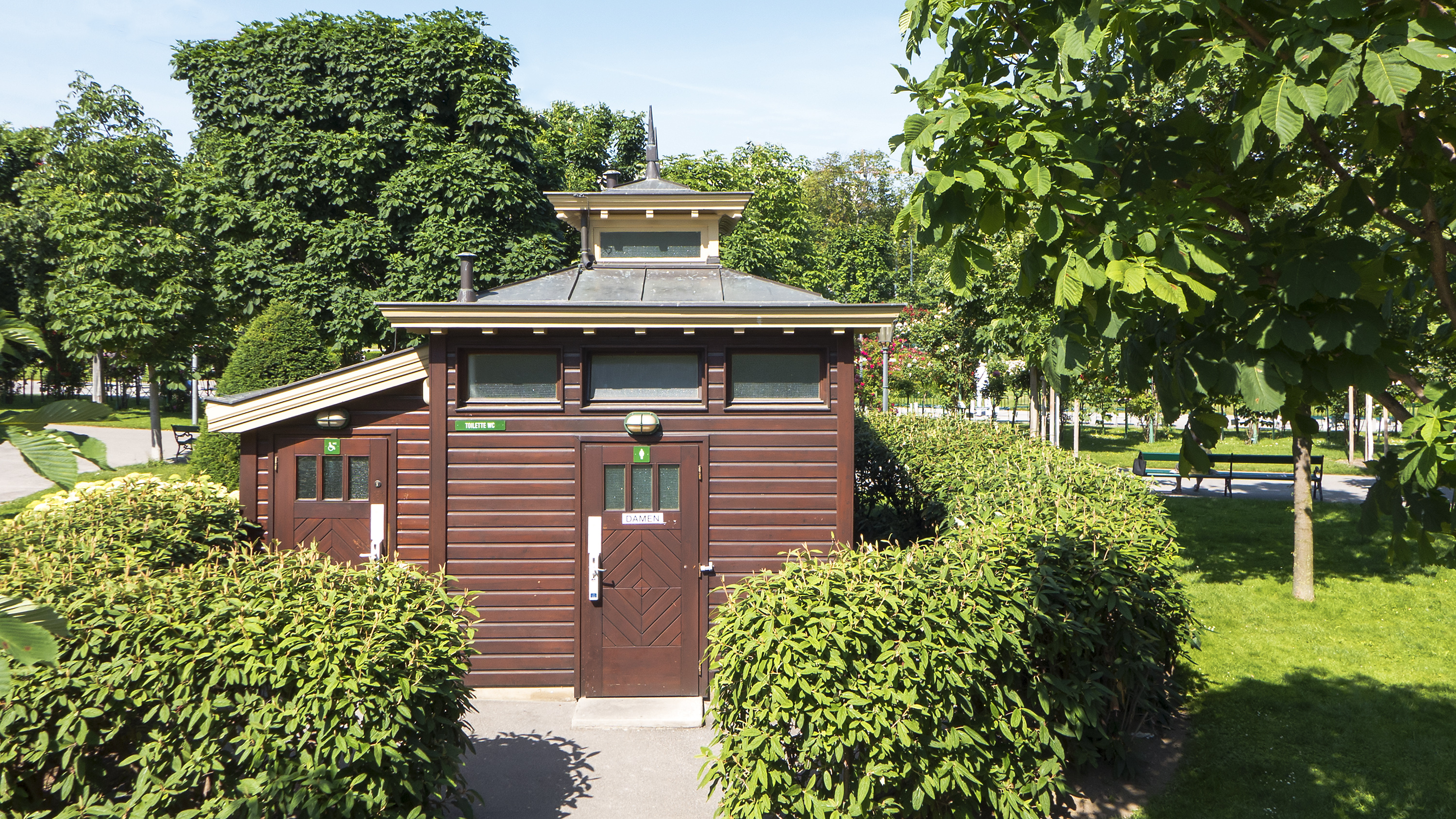
Громадський туалет, 1884

### Пам'ятники
- Пам'ятник Францу Ґрільпарцеру роботи скульптора Карла Кундмана, створений у 1889 році. Мармурова фігура встановлена в центрі напівкруглої стіни архітектора Карла фон Хасенауера з рельєфами Рудольфа Вейра.
- Пам'ятник імператриці Єлизаветі — це масштабний, характерний для Віденської сецесії комплекс архітектора Фрідріха Омана. У центрі — сидяча статуя імператриці Єлизавети, скульптор Ганс Біттерліх. Фігура імператриці була створена з мармурового блоку вагою 8000 кг і заввишки 2,50 м. Статуя, встановлена перед напівкруглою стіною, дивиться на ставок з двома фонтанами. Церемонія відкриття відбулася 4 червня 1907 року в присутності імператора Франца Йосифа I.
- Пам'ятник Юліусу Раабу роботи скульптора Тоні Шнайдер-Манзеля, створений у 1967 році. Архітектор Клеменс Гольцмайстер.
- Юнак-спортсмен — бронзова скульптура Йозефа Мюлнера (1921).

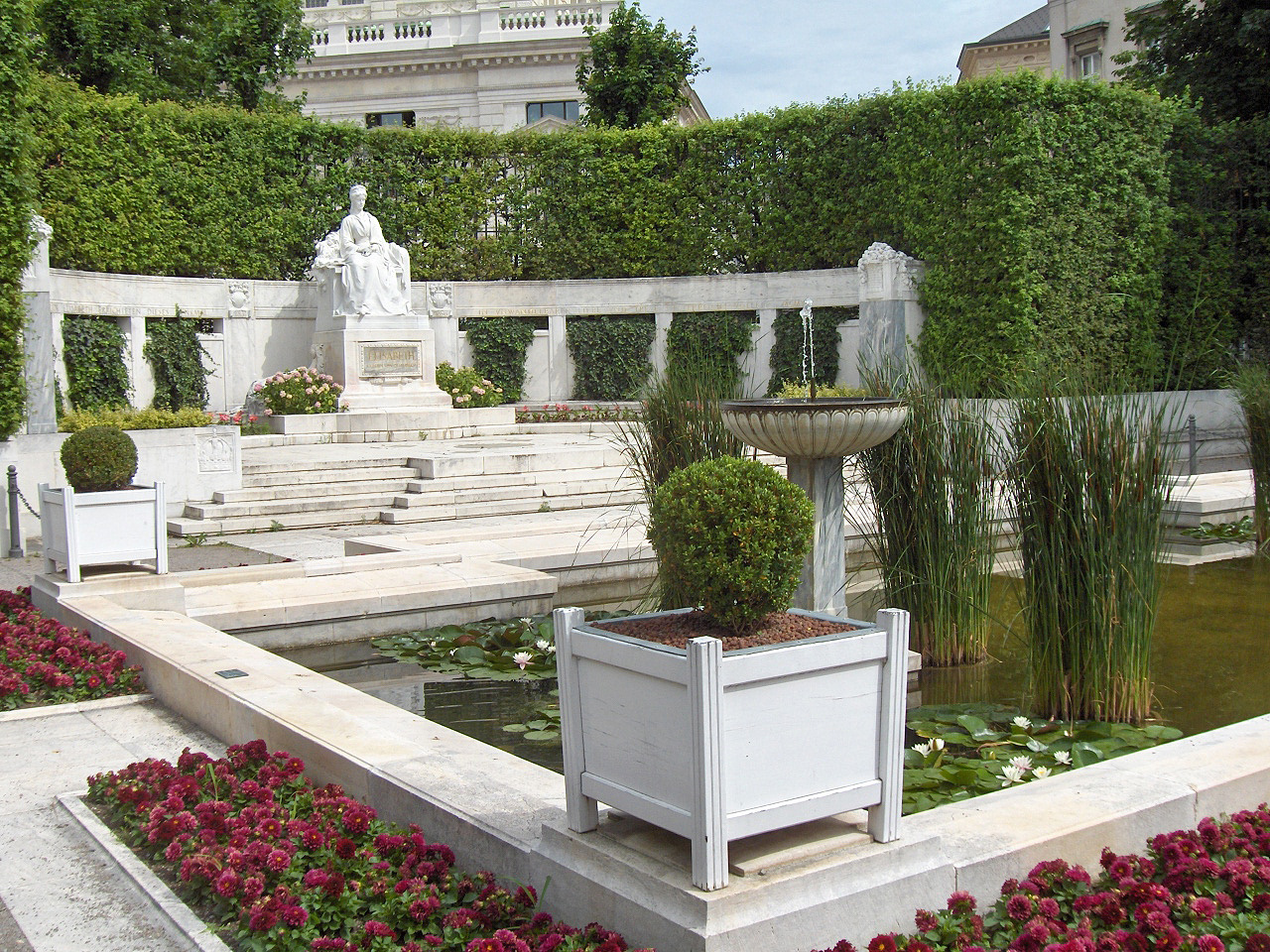
Імператриця Єлизавета, 1907 рік
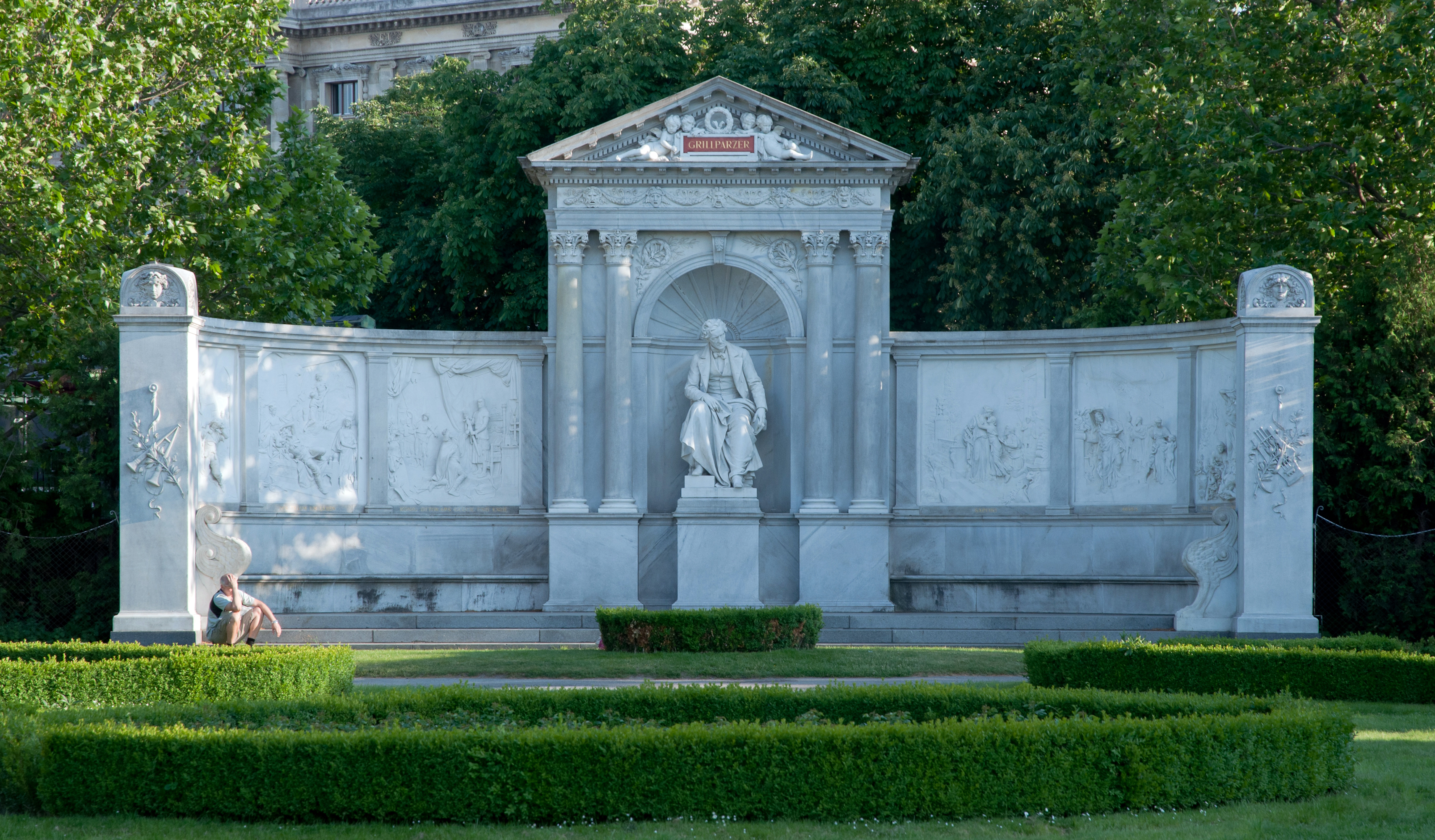
Франц Ґрільпарцер, 1889 рік
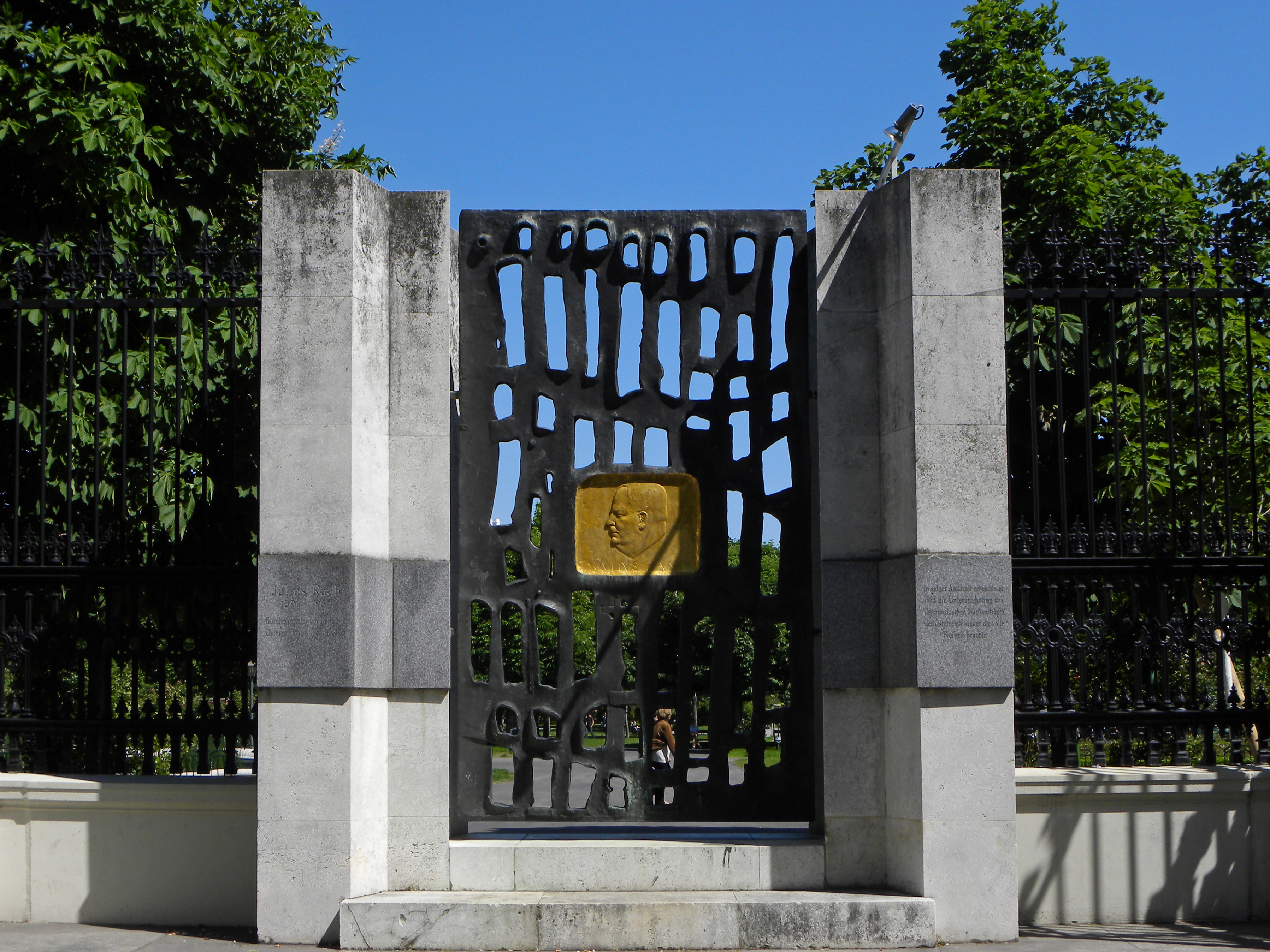
Юліус Рааб, 1967 рік
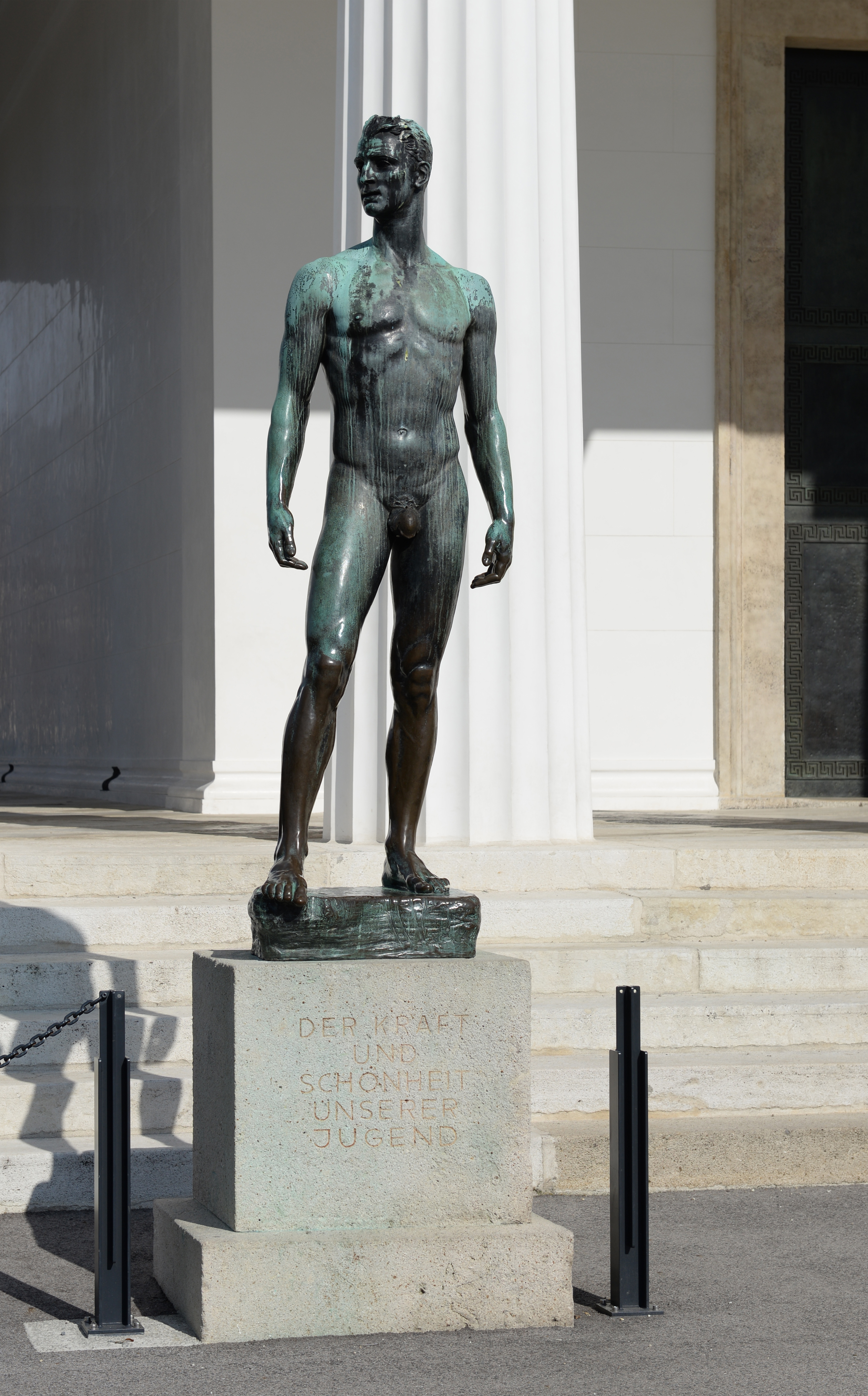
Юнак-спортсмен, 1921 рік

### Фонтани
- Фонтан «Тритон і німфи» побудований у 1880 році Віктором Тільгнером.
- Фонтан «Фольксгартен» побудований у 1866 році по моделі Антона Домініка Фернкорна.

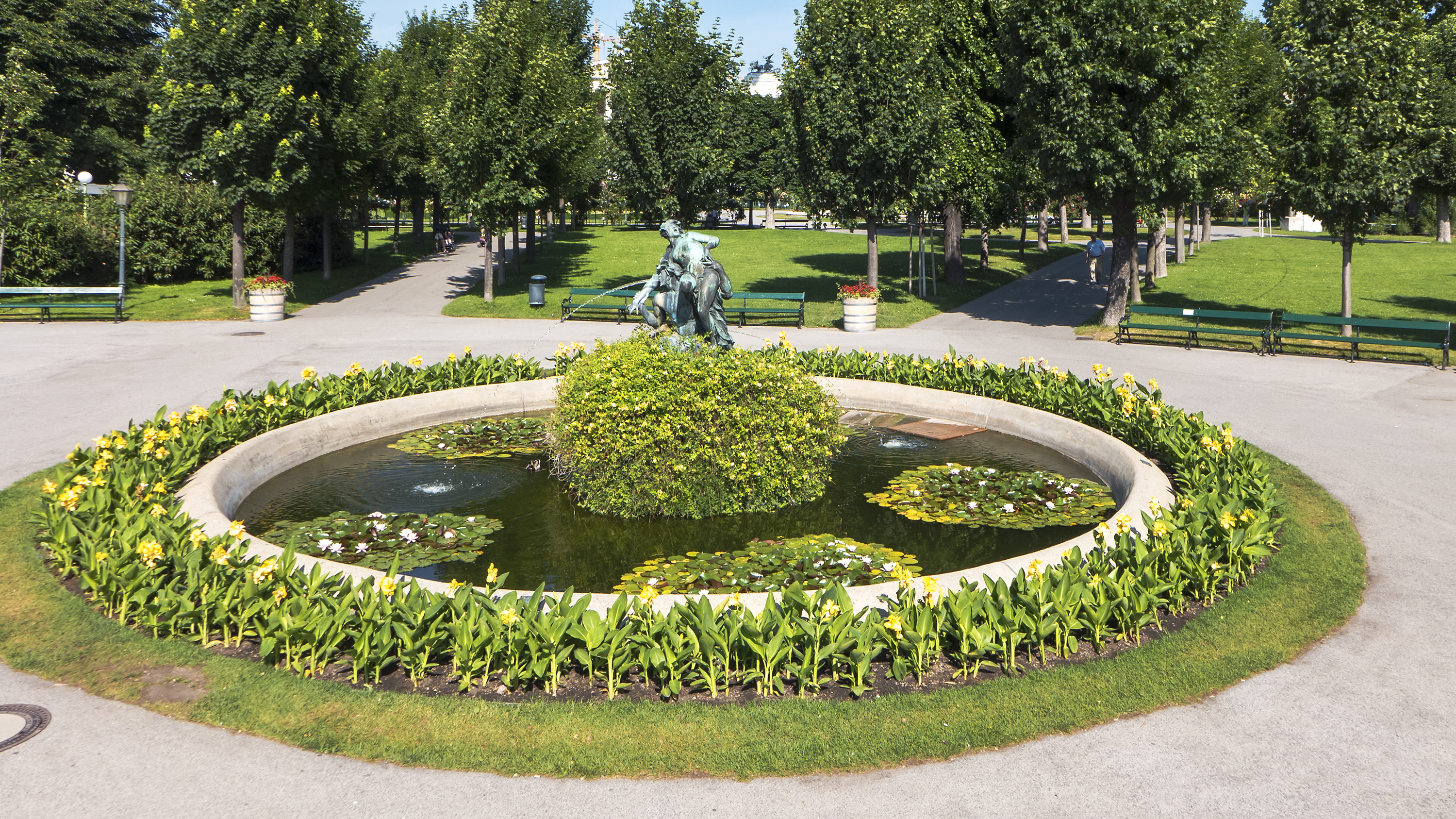
Тритон і німфи, 1880 рік
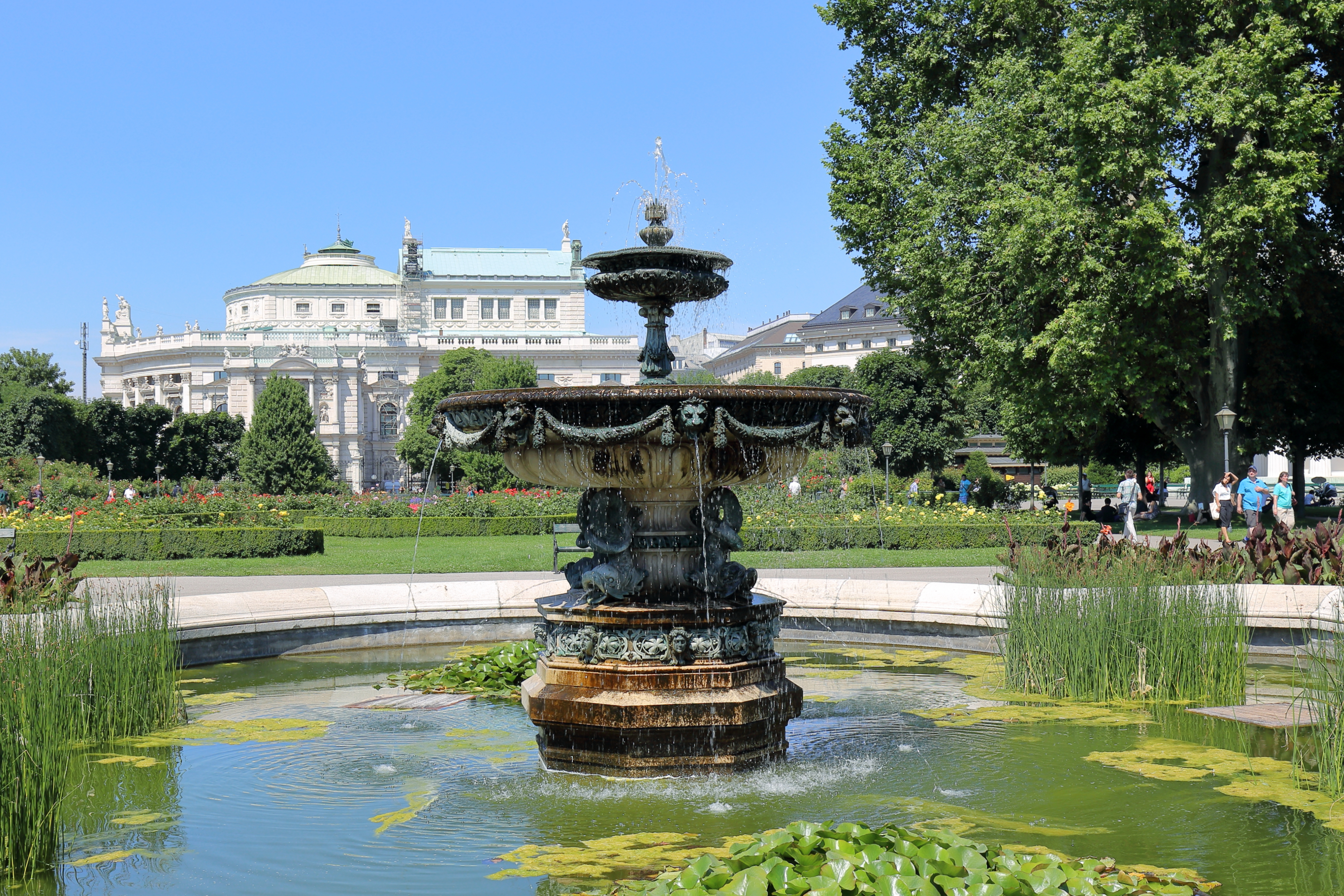
Фонтан Фольксгартен, 1866 рік

### Огорожа
- Вхідна брама з кам'яними стовпами зі сторони Бурґтеатру датується 1883 роком.

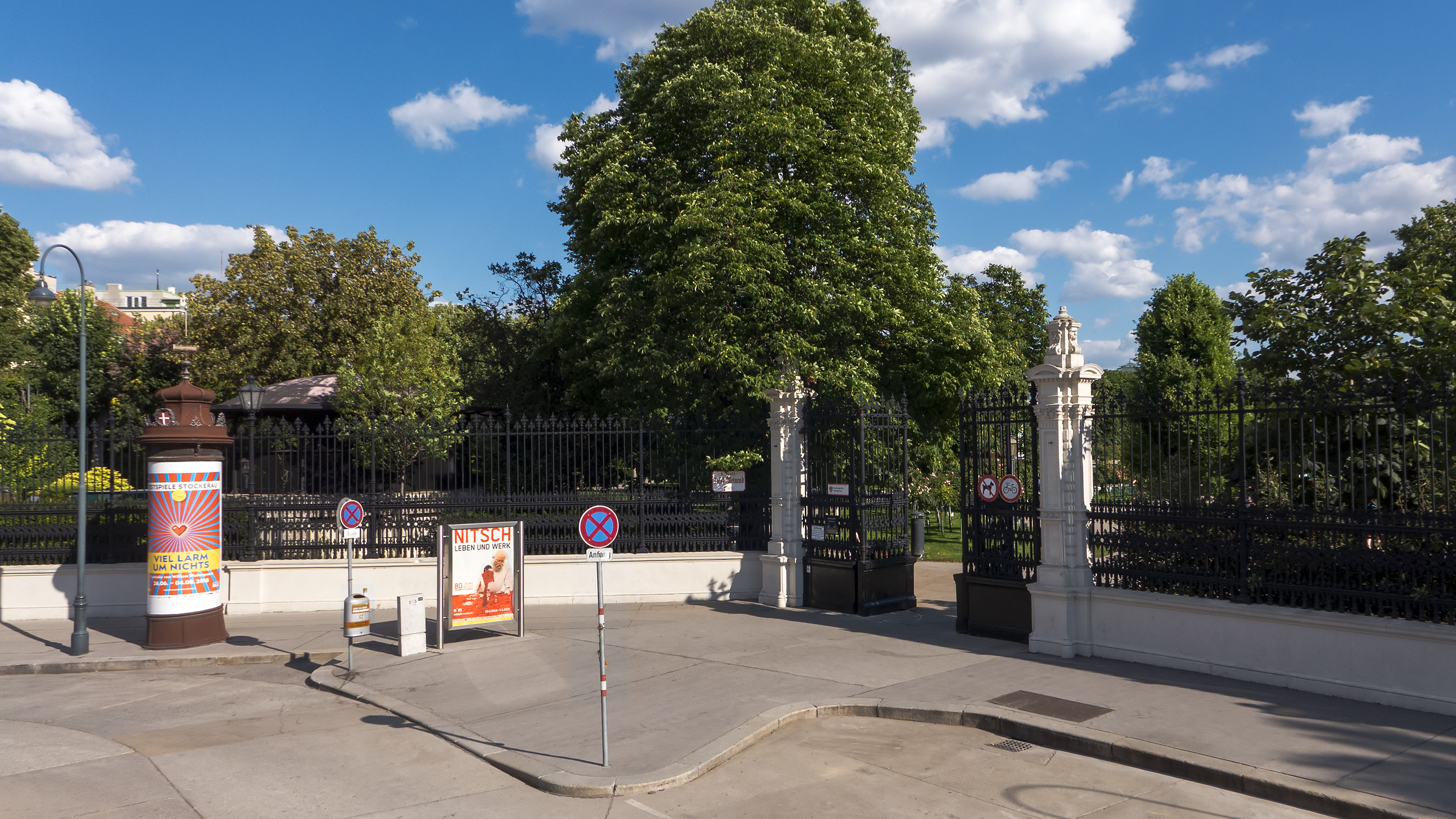
Вхідна брама зі сторони Бурґтеатру
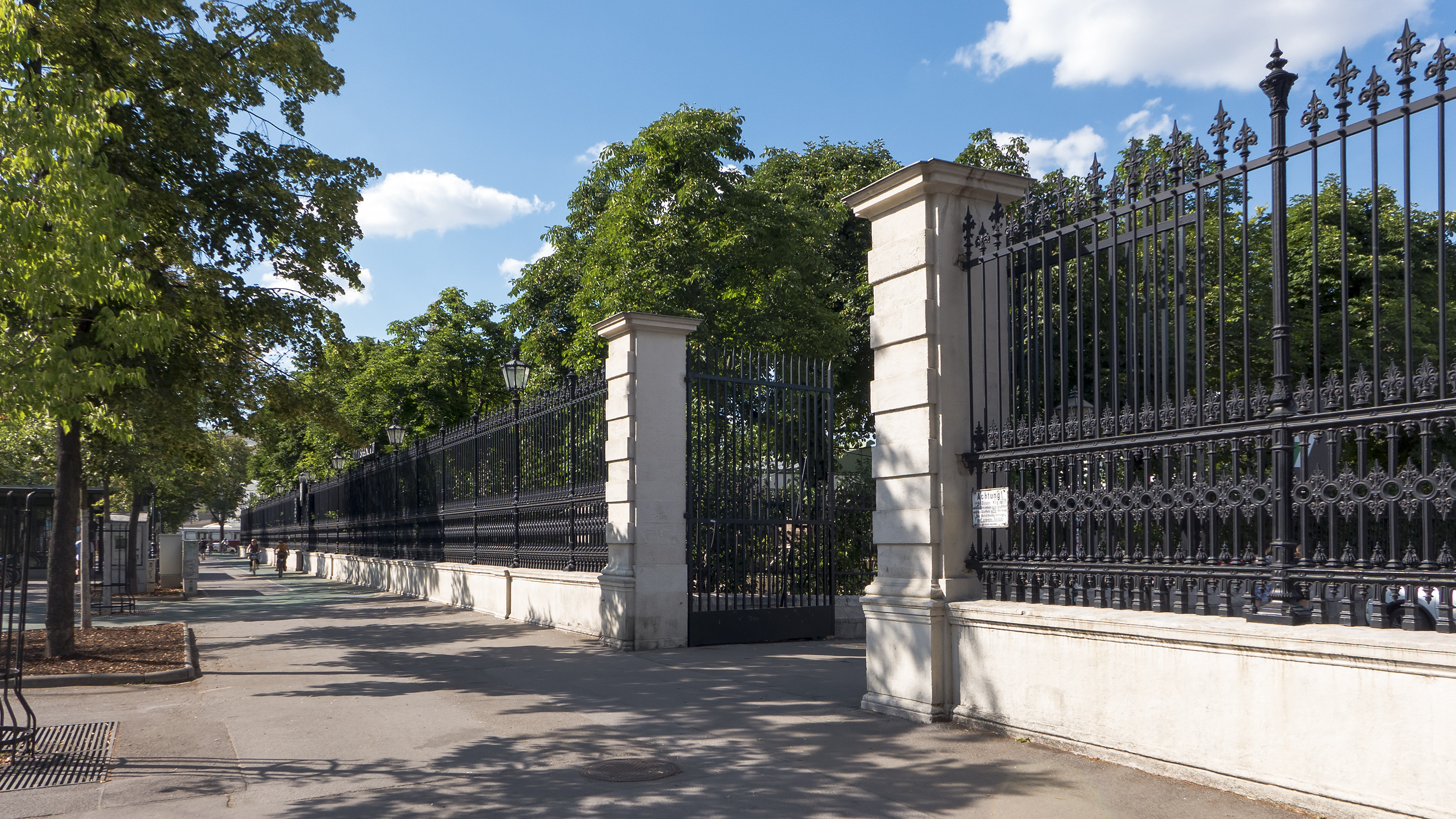
Огорожа зі сторони Рінгштрассе
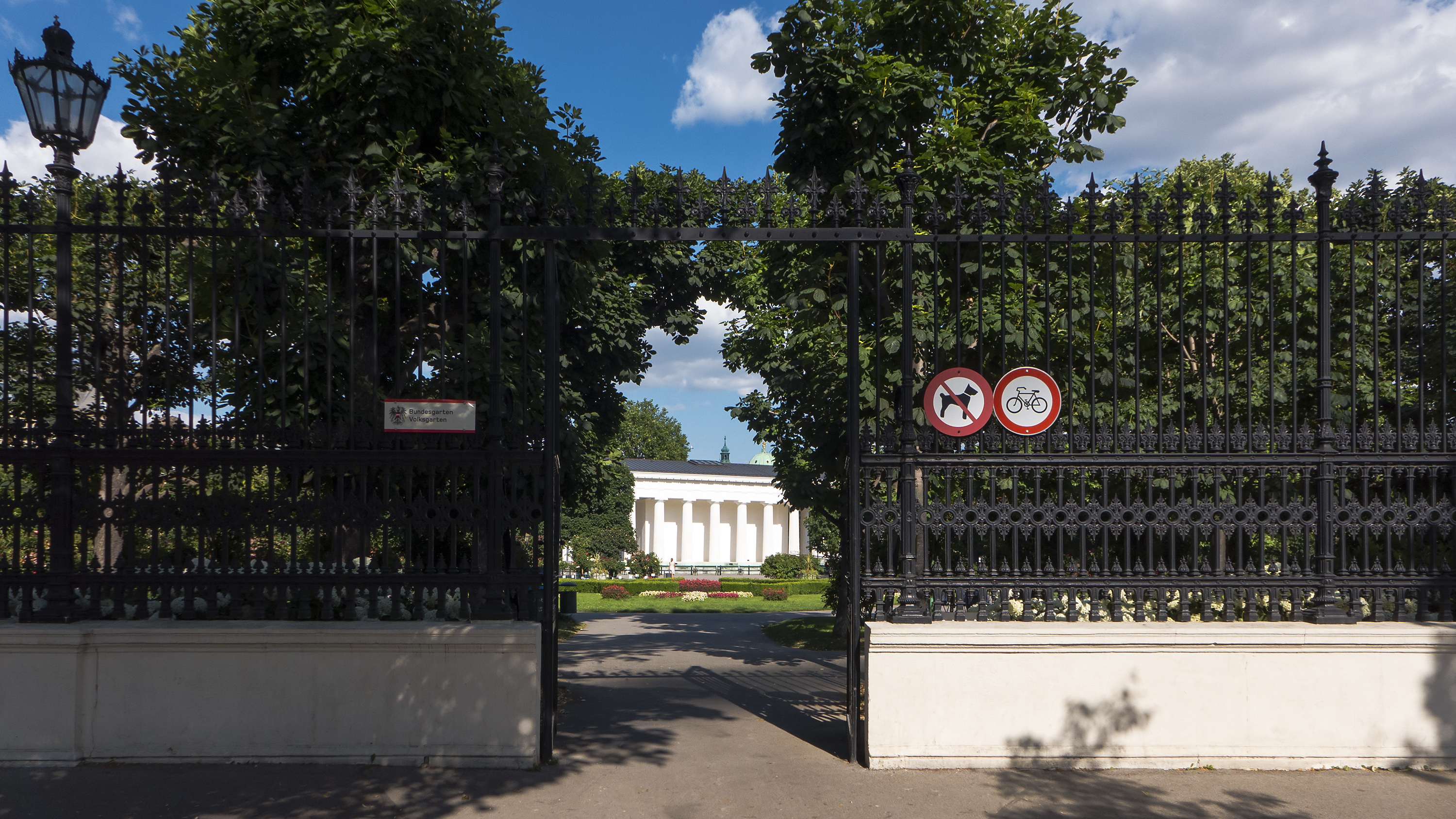
Вид на храм Тесея
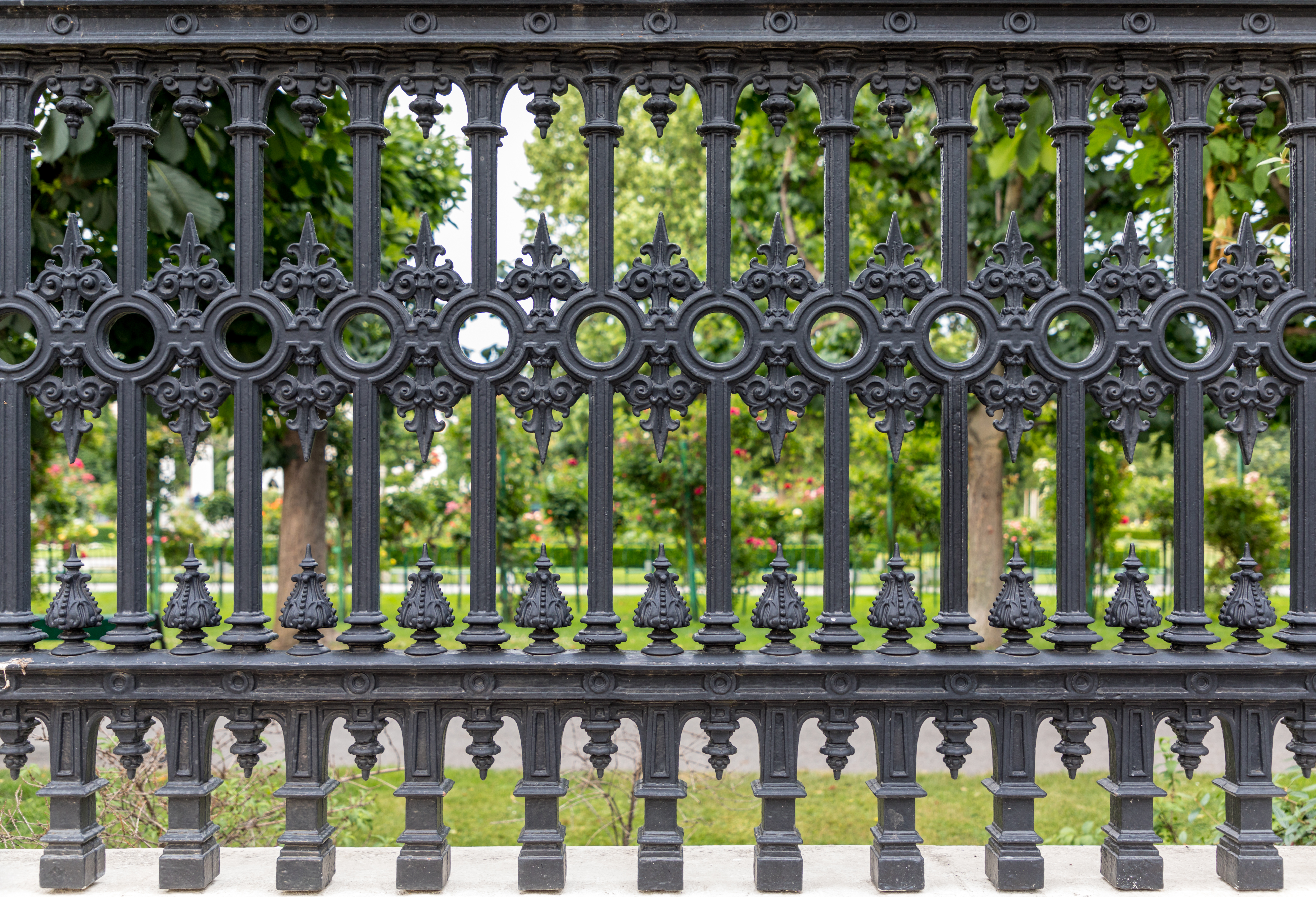
Деталь огорожі